# Leave Home
Albums de Ramones
Ramones
(1976) Rocket to Russia
(1977)
Leave Home est le second album des Ramones, publié en 1977. Plus abouti et travaillé que le premier opus, il contient bon nombre de futurs classiques du groupe, comme Pinhead et son fameux « Gabba Gabba Hey! », slogan idiot qui deviendra la signature des Ramones, au même titre que le « Hey Ho! Let's Go! » du premier album. L'influence de la pop des années 1960 se fait plus entendre, notamment celle des Beach Boys.

## Liste des pistes
1. Glad to See You Go
2. Gimme Gimme Shock Treatment
3. I Remember You
4. Oh Oh I Love Her So
5. Carbona Not Glue
6. Suzy Is a Headbanger
7. Pinhead
8. Now I Wanna Be a Good Boy
9. Swallow My Pride
10. What's Your Game
11. California Sun
12. Commando
13. You're Gonna Kill That Girl
14. You Should Never Have Opened that Door

- Le titre Carbona Not Glue fut retiré de l'album à sa sortie à la suite d'une polémique avec l'entreprise Carbona et remplacé par Babysitter aux États-Unis ou Sheena Is a Punk Rocker en Europe[1]. Il a ensuite été rétabli dans les éditions suivantes.

### Bonus de l'édition étendue de 2001 (Warner Archives/Rhino)
1. Babysitter (Joey Ramone) - Leave Home outtake that replaced Carbona Not Glue – 2:44
2. Loudmouth (Ramones) – 2:08
3. Beat on the Brat (Joey Ramone) – 2:36
4. Blitzkrieg Bop (Tommy Ramone, Dee Dee Ramone) – 2:13
5. I Remember You (Joey Ramone) – 2:17
6. Glad to See You Go (lyrics by Dee Dee Ramone, music by Joey Ramone) – 2:03
7. Chain Saw (Joey Ramone) – 1:51
8. 53rd & 3rd (Dee Dee Ramone) – 2:27
9. I Wanna Be Your Boyfriend (Tommy Ramone) – 2:22
10. Havana Affair (Dee Dee Ramone, Johnny Ramone) – 1:53
11. Listen to My Heart (Dee Dee Ramone) – 1:47
12. California Sun (Henry Glover / Morris Levy) – 1:58
13. Judy Is a Punk (Joey Ramone) – 1:23
14. I Don’t Wanna Walk Around With You (Dee Dee Ramone) – 1:31
15. Today Your Love, Tomorrow the World (Dee Dee Ramone) – 2:52
16. Now I Wanna Sniff Some Glue (Dee Dee Ramone) – 1:28
17. Let’s Dance (Jim Lee) – 2:06

- Pistes 16-31 enregistré live au The Roxy de Hollywood, CA (8/12/76).